# 小行星3154
小行星3154（3154 Grant）是一颗绕太阳运转的小行星，为主小行星带小行星。该小行星于1984年9月28日发现。
該小行星以美國政治人物，第18任美國總統尤利西斯·格蘭特命名。

## 轨道参数
小行星3154的轨道半长轴为3.0983438 UA，离心率为0.173。